# Centralnotibetski jezici
Centralnotibetanski jezici jedna od pet glavnih podskupina tibetanskih jezika, šira tibetska skupina. Govore se na području Nepala, Indije i Kine. 
Obuhvaća (18; po starijim podacima 19) jezika. To su: dolpo, helambu sherpa, humla, jad, kagate, kyerung, lhomi, lowa, mugom, nubri, panang, spiti bhoti, stod bhoti, tibetski (standardni), tichurong, tseku, tsum, walungge. Jezik atuence proglašen je nepostojećim.

## Vanjske poveznice
- Ethnologue (14th)